# McKean (Pensilvania)
McKean es un borough ubicado en el condado de Erie en el estado estadounidense de Pensilvania. En el año 2000 tenía una población de 389 habitantes y una densidad poblacional de 260 personas por km².

## Geografía
McKean se encuentra ubicado en las coordenadas 41°59′56″N 80°8′44″O / 41.99889, -80.14556

## Demografía
Según la Oficina del Censo en 2000 los ingresos medios por hogar en la localidad eran de $39,063 y los ingresos medios por familia eran $46,250. Los hombres tenían unos ingresos medios de $31,875 frente a los $24,844 para las mujeres. La renta per cápita para la localidad era de $16,403. Alrededor del 5.4% de la población estaba por debajo del umbral de pobreza.